# Conopias albovittatus
El bienteveo del Chocó, (Conopias albovittatus), también denominado suelda aureolada (en Colombia), mosquero cabecianillado (en Costa Rica), chilero cabecianillado (en Honduras), güis coroniblanco (en Nicaragua), mosquero blanquianillado (en Panamá y Ecuador) o mosquero aureola (en Ecuador), es una especie de ave paseriforme de la familia Tyrannidae perteneciente al género Conopias. Es nativo del este de América Central y noroeste de América del Sur.

## Distribución y hábitat
Se distribuye de forma disjunta; por la pendiente caribeña desde el este de Honduras, por Nicaragua, hasta el noreste de Costa Rica; y desde el centro de Panamá, hacia el sureste por la pendiente del Pacífico del oeste de Colombia hasta el noroeste de Ecuador.
Esta especie es considerada poco común en sus hábitats naturales: el dosel y los bordes de bosques húmedos y claros con árboles dispersos, hasta los 900 m de altitud.

## Descripción
En promedio mide 16 cm de longitud y pesa 24 g. La coronilla es negra con una mancha amarilla dorada en el centro y superciliares blancos y angostos que atraviesan la frente y la nuca. Una línea negra gruesa desde el área loreal que le recorre los ojos y las mejillas hasta los lados del cuello. La garganta es blanca. Su dorso es pardo oliváceo y sus alas y cola son pardo negruzcas con el borde de las terciales blanco amarillento. El pecho y el vientre partes inferiores son de color amarillo brillante. El pico y las patas son negros.

## Sistemática

### Descripción original
La especie C. albovittatus fue descrita por primera vez por el ornitólogo estadounidense George Newbold Lawrence en 1862 bajo el nombre científico Pitangus albovittatus; su localidad tipo es: «istmo de Panamá».

### Etimología
El nombre genérico masculino «Conopias» se compone de las palabras del griego «kōnōpos» que significa ‘mosquito’, ‘jején’, y «piazō» que significa ‘que aprovecha’; y el nombre de la especie «albovittatus», se compone de las palabras del latín «albus» que significa ‘blanco’, y «vittatus» que significa ‘de banda’.

### Taxonomía
Anteriormente, junto a Conopias parvus estuvieron separadas en un género Coryphotriccus, principalmente con base en el pico ligeramente mayor y la presencia de una mancha en la corona, pero la morfología de la siringe es similar a las otras especies del corriente género. Estas dos especies ya fueron también consideradas conespecíficas pero difieren en el plumaje y especialmente en la vocalización; la separación fue aprobada en la Propuesta No 251 al Comité de Clasificación de Sudamérica (SACC); los datos genético-moleculares indican una diferencia substancial entre ambas, a pesar de ser especies hermanas que conforman un clado con el par formado por Conopias trivirgatus y C. cinchoneti. La validez de la subespecie distinctus es cuestionable.

### Subespecies
Según las clasificaciones del Congreso Ornitológico Internacional (IOC) y Clements Checklist/eBird se reconocen dos subespecies, con su correspondiente distribución geográfica:
- Conopias albovittatus distinctus (Ridgway), 1908 – este de Honduras, Nicaragua y Costa Rica.
- Conopias albovittatus albovittatus (Lawrence), 1862 – este de Panamá (al este desde la Zona del Canal), oeste de Colombia (Chocó al sur hasta Nariño) y noroeste de Ecuador (Esmeraldas, noroeste de Pichincha y adyacente suroete de Imbabura).